# 폴로츠크현

폴로츠크현의 문장

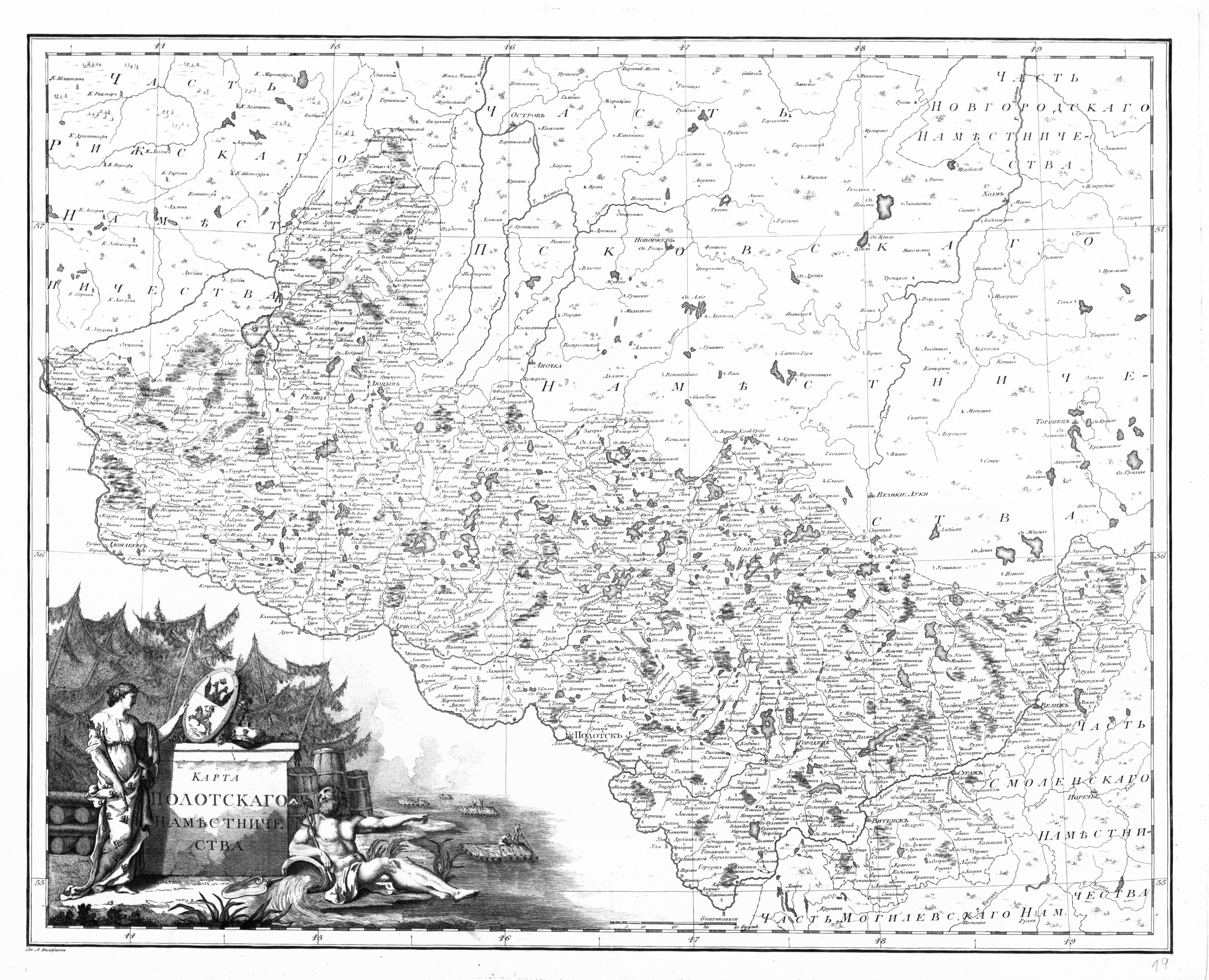
폴로츠크현의 지도

폴로츠크현(러시아어: Полоцкая губерния)은 1776년부터 1796년까지 존재했던 러시아 제국의 현으로 현도는 폴라츠크(폴로츠크)이다. 현재의 벨라루스에 걸쳐 있었다. 1776년 프스코프현에서 분리되어 신설되었으며 1796년 벨라루스현으로 개편되면서 폐지되었다.